# 埃格斯湖
埃格斯湖（英語：Lake Eggers），是南極洲的湖泊，位於維多利亞地的斯科特海岸，處於彩虹嶺以東的布朗半島中部，長1公里，由美國南極名稱諮詢委員命名，現時由南極條約體系管理。